# Lois Mailou Jones
Ne doit pas être confondu avec Lois Jones.
Lois Mailou Jones (née le 3 novembre 1905 et morte le 9 juin 1998) est une peintre et enseignante afro-américaine associée au mouvement de la Renaissance de Harlem. 

## Biographie
Lois Mailou Jones naît à Boston ; elle commence à peindre dès son enfance. Elle étudie au sein de l'école du musée des Beaux-Arts de Boston, puis au Massachusetts College of Art and Design. Particulièrement douée, elle finit son cursus avec les félicitations de ses professeurs et obtient un diplôme en design textile. Elle est exclue des cours en raison de la ségrégation raciale aux États-Unis, elle se décide alors à voyager en Europe. Elle intègre ainsi l'Académie Julian, à Paris, en 1937. Dans l'ouvrage de Ruth Edmonds Hill (en), The Black Women Oral History, elle mentionne ses professeurs Montésin, Bergès, Adler, et Maury.
Elle enseigne au Palmer Memorial Institute, en Caroline du Nord et à l'université Howard, à Washington, puis oriente sa carrière vers le design. Elle explique que c'est en voyant ses créations dans plusieurs vitrines de magasin qu'elle décide d'arrêter la décoration intérieure pour se consacrer aux beaux-arts. Elle déclare à ce sujet : « J'ai  réalisé que je devrais sérieusement penser à changer de profession si je voulais être personnellement reconnue. »
Lois Mailou Jones expose son travail pour la première fois en 1931, à la Harmon Foundation, à New York. Elle y reçoit une mention honorable pour son œuvre Negro Youth, de 1931. 
Elle est l'une des premières artistes à combiner les formes artistiques traditionnelles africaines avec les traditions occidentales. Son tableau Les Fétiches de 1938 reflète son intérêt pour le mélange des cultures, en juxtaposant formes cubistes, en vogue à l'époque en France, et l'image d'un masque africain. 
En 1953, elle épouse l'artiste et designer haïtien Louis Vergniaud. Elle nourrit son art de ses nombreux voyages à Haïti.
Elle devient à la fin de sa vie, en 1995, la première Afro-Américaine admise au sein de la Société des artistes de Washington.